# Herzogtum Vendôme

Wappen der Grafen von Vendôme

Die Grafschaft und das spätere Herzogtum von Vendôme (Vendômois) ist eine historische Provinz Frankreichs die in ihrem Umfang dem Norden des heutigen Départements Loir-et-Cher entsprach. Entstanden ist das Territorium aus dem römischen pagus vindocinensis, dem Gebiet um die Karnuten-Siedlung Vendôme. Neben dem namensgebenden Hauptort bestand die Grafschaft weiterhin aus den Burggrafschaften Lavardin und Montoire (dessen Herren 1218 Grafen von Vendôme wurden), die Herrschaft Beaugency an der Loire ging schon früh an die Grafschaft Blois über, im 15. Jahrhundert wurde das Vendômois um Mondoubleau und Saint-Calais erweitert.
Geographisch war das Vendômois von folgenden Grafschaften umgeben. Im Westen von Maine, im Norden von Le Perche, im Nordosten von Châteaudun, im Südosten von Blois und im Süden von Tours.

## Geschichte
In karolingischer Zeit gehörte das Gebiet der späteren Grafschaft Vendôme zum Herrschaftsbereich der Robertiner, die als Markgrafen der neustrischen Mark fast den gesamten Nordwesten des heutigen Frankreichs beherrschten. Diese Mark war vor allem gegen die Bretonen gerichtet, welche mehrmals plündernd in das Zentrum Franziens einfielen, der bretonische König Nominoë starb dabei 851 unweit von Vendôme. 

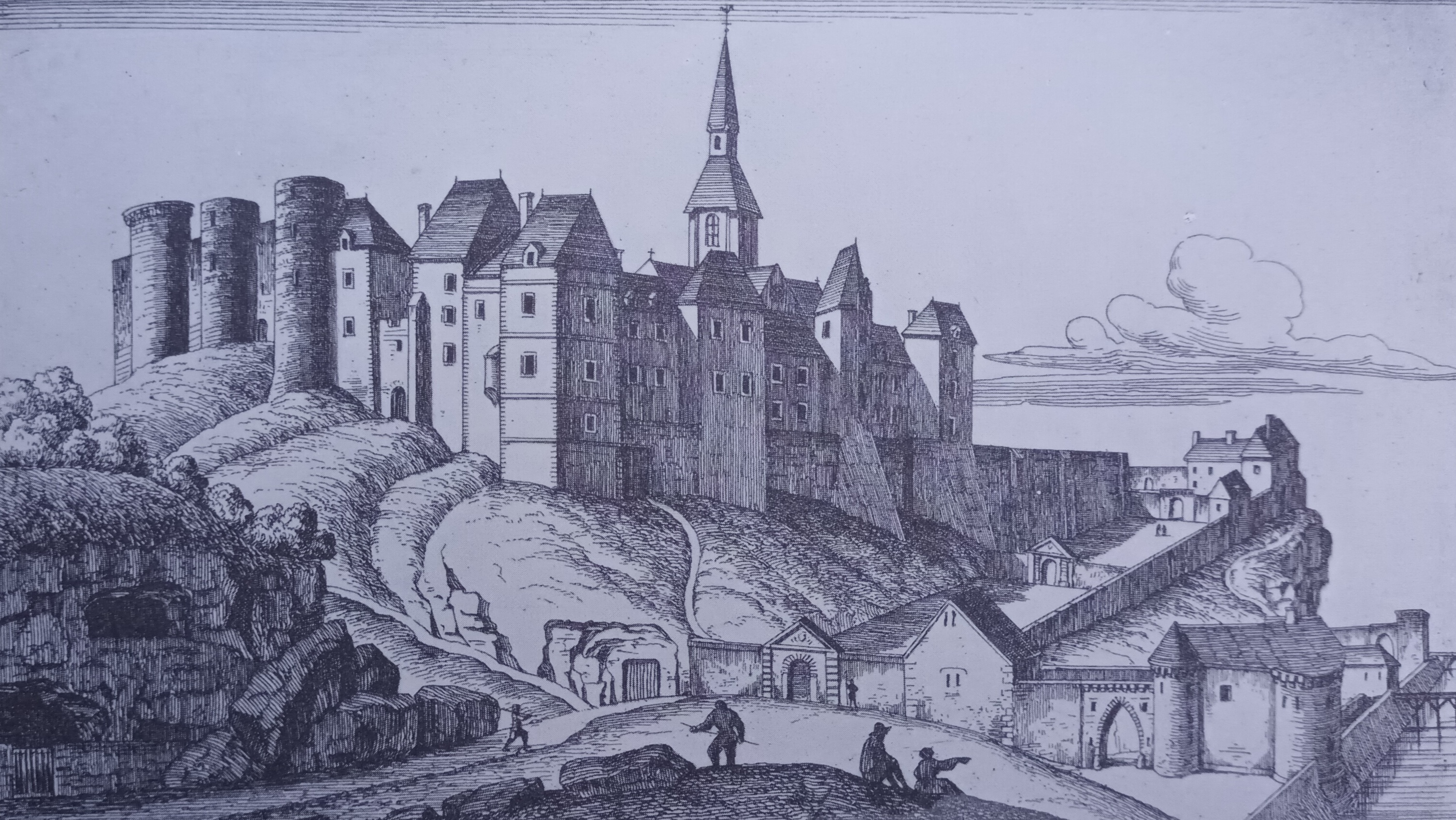
Die Burg von Vendôme (im 17. Jh.)

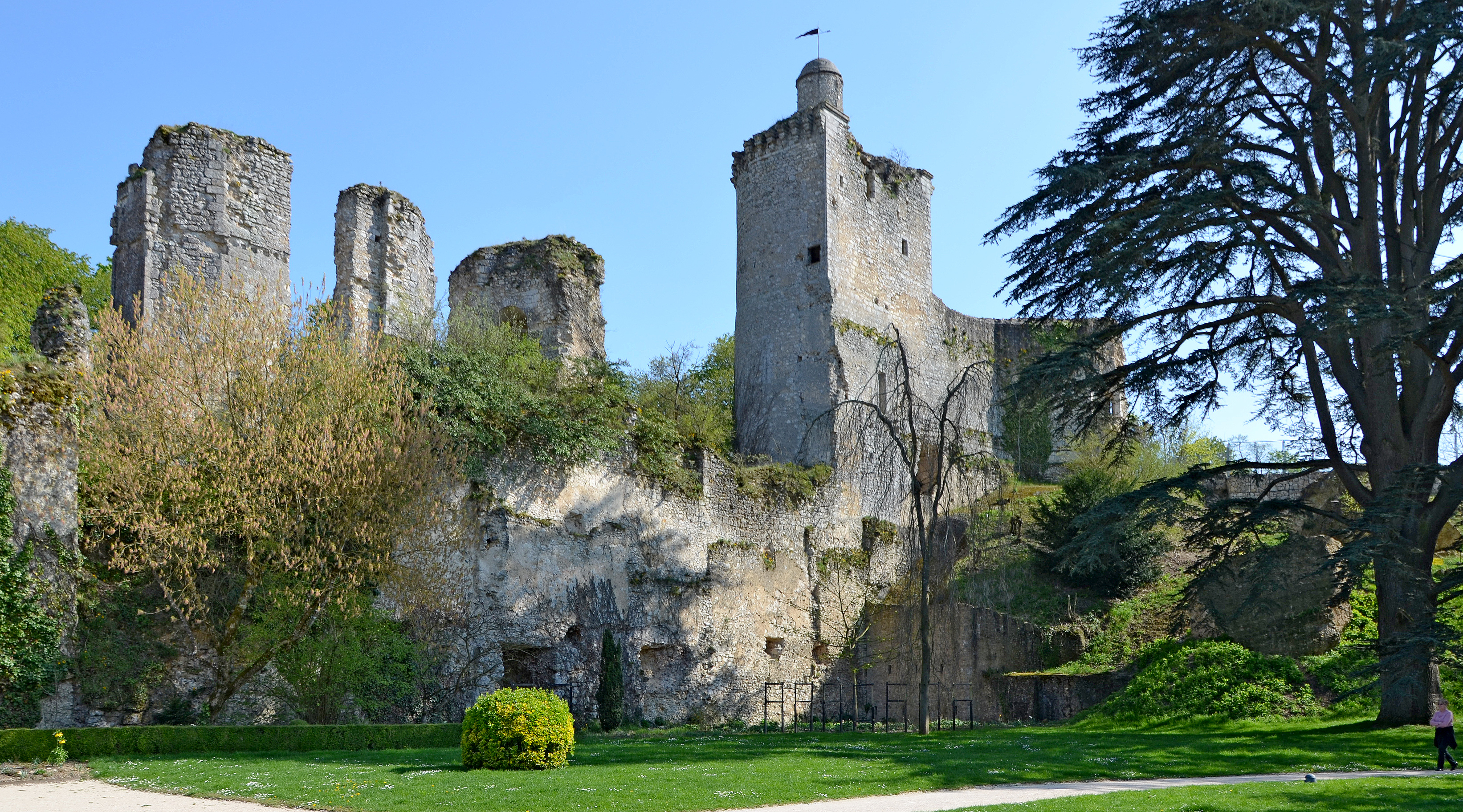
Ruine der Burg Vendôme

Der Robertiner Hugo der Große setzte zur besseren Verwaltung seines Territoriums Grafen und Vizegrafen in den wichtigsten Städten ein, in Vendôme war es Burchard Ratepilate der, als Vasall des Bischofs von Chartres, somit die Grafschaft Vendôme begründete. Dessen Sohn Burchard der Ehrwürdige war ein enger Vertrauter Hugo Capets und unterstützte diesen bei der Wahl zum König Westfrankens (Frankreich). Er ließ in der Stadt Vendôme eine Burg als Hauptresidenz der Grafschaft erbauen. Machtpolitisch wurde das Vendômois von dem Haus Blois bedrängt, dessen Besitz um die Grafschaften Blois, Châteaudun und Tours sich an der gesamten Süd- und Ostgrenze des Vendômois anlehnten und dieses Territorium somit von der Île de France, dem unmittelbaren Herrschaftsraum der Könige, abschnitt. Die Grafen von Vendôme suchten daher ein engeres politisches und familiäres Zusammengehen mit den Grafen von Anjou, die ihrerseits Konkurrenten der Blois waren.
Dies hatte jedoch zur Folge, dass die Grafschaft unter seinem neuen Haus Monceaux zunehmend unter den Einfluss der Anjou fiel. Gottfried II. von Anjou vertrieb 1032 den unfähigen Grafen Fulko, genannt das Gänschen (Foulques l’Oison), und übernahm selbst für mehr als 30 Jahre die Herrschaft in Vendôme. Erst 1060 konnte Fulko nach Vermittlung König Heinrichs I. seinen Besitz wieder an sich nehmen, jedoch unter der Bedingung, den Grafen von Anjou fortan als Lehnsherren für Vendôme anerkennen zu müssen. Diese somit begründete Vasallität zu Anjou sollte noch für 400 weitere Jahre fortbestehen.
Politisch spielten die Grafen von Vendôme im 12. Jahrhundert, unter dem aus der Touraine stammenden Haus Preuilly, nur eine untergeordnete Rolle. Zumeist stritten sie sich mit der Abtei de la Trinité um Herrschaftsrechte oder kämpften gegen die Herren von Amboise um den Besitz der Burg Mondoubleau, weiterhin mussten sie sich mehrmals gegen Zugriffe des Hauses Blois erwehren. Graf Gottfried III. wurde dabei 1105 von Theobald IV./II. von Blois-Champagne gefangen genommen, dessen Sohn Theobald V. von Blois belagerte 1161 Vendôme und konnte nur durch einen rechtzeitigen Entsatz Heinrich Plantagenets vertrieben werden.
Die bereits erwähnte Vasallität der Grafen von Vendôme zu den Grafen von Anjou führte in der Mitte des 12. Jahrhunderts zu deren Zugehörigkeit zum Herrschaftsraum der Dynastie Plantagenet, welcher in der modernen Geschichtsschreibung als „Angevinisches Reich“ (Reich von Anjou) bezeichnet wird. In der Folge wurde das Vendômois, bedingt durch seine geographische Nähe zur Île de France, ein Austragungsort des Machtkampfes der Plantagenets mit dem französischen Königshaus. Im Jahr 1188 nahm König Philipp II. von Frankreich die Burg von Vendôme ein, die aber wenig später von Richard Löwenherz zurückerobert wurde. 1194 nahm Philipp erneut die Stadt Vendôme und belagerte die Burg auf ein Neues, mit dem von Löwenherz herbeigeführten Entsatzheer lieferte sich Philipp am 3. Juli des Jahres die Schlacht bei Fréteval (nordöstlich von Vendôme), in der Löwenherz siegte. 
Zu Beginn des 13. Jahrhunderts konnte der französische König schließlich über die Plantagenets siegen und diese in den meisten ihrer Besitzungen entmachten. So auch im Anjou, welches der Krondomäne zugeführt wurde, Graf Johann III. von Vendôme unterwarf sich 1212 deshalb in Soissons der französischen Krone. Mit Graf Johann IV. beerbte das Haus Montoire, welches selber einst ein Vasall der Grafen Vendômes war, die vorangegangenen Preuilly. Die Vasallität zum Anjou bestand auch für das neue Grafenhaus weiter, so musste Graf Peter 1246 dem neu paragierten Grafen Karl I. von Anjou huldigen. Die Grafen nahmen in der Konsequenz an den Feldzügen Anjous nach Neapel und Sizilien sowie an den Kreuzzügen in Ägypten und Tunesien teil. Im 14. Jahrhundert erbten die Grafen Vendômes die im Languedoc gelegene Herrschaft Castres, die 1356 zu einer Grafschaft aufgewertet wurde. Im weiteren Verlauf dieses Jahrhunderts kämpften die Grafen auf französischer Seite im Hundertjährigen Krieg; Graf Johann VI. geriet dabei in der Schlacht bei Maupertuis (1356) in englische Gefangenschaft.

Provinzen Frankreichs (1477). Die Grafschaft Vendôme liegt südwestlich von Paris, in blassem Grün.

Als das Haus Montoire 1372 ausstarb, erbten die Bourbonen die Grafschaft. Diese wurde in der späten Phase des Hundertjährigen Krieges von den Engländern besetzt, nach dem Auftreten der Jungfrau von Orléans wurde die Besatzung 1430 beendet. Die Baronie Mondoubleau wurde 1484 mit Vendôme verschmolzen, zugleich wurde in diesem Jahr die Lehnsabhängigkeit Vendômes zu Anjou beendet und die Grafschaft damit direkt der Krone unterstellt. 1515 wurde Vendôme von König Franz I. zugunsten Karls von Bourbon († 1538) zum Herzogtum erhoben und mit der Pairswürde ausgestattet. 1562 wurde Karls Enkel Heinrich von Bourbon, der spätere König Heinrich IV., Herzog von Vendôme. Als Protestant in einem stark katholischen Herzogtum, musste er die Schließung der protestantischen Kirchen und die Ernennung eines katholischen Gouverneurs akzeptieren, sah gleichzeitig, wie sich die Stadt Vendôme mehr und mehr der Katholischen Liga annäherte. 1589, jetzt als König, musste Heinrich Vendôme erobern, wobei mehrere Burgen, darunter die von Vendôme und Lavardin, zerstört wurden.
Nachdem Heinrich IV. den Thron Frankreichs bestiegen hatte, gab er das Herzogtum 1598 als Paragium dem ältesten der ihm von Gabrielle d’Estrées geborenen Söhne, César, Großadmiral von Frankreich, der zum Begründer des Hauses Vendôme wurde.
Dessen älterer Sohn war der spätere Kardinal Louis, Herzog von Vendôme, Vizekönig von Katalonien. Sein zweiter Sohn war François de Vendôme, Militär, Höfling und Verschwörer gegen die Kardinäle Richelieu und Mazarin.
Des Kardinals ältester Sohn und Nachfolger in der Herzogswürde war Louis II. Joseph, der berühmte Feldherr Ludwigs XIV. im Spanischen Erbfolgekrieg. Dessen jüngerer Bruder Philippe, General und Großprior des Malteserordens in Frankreich, war der letzte seines Geschlechts.
Das Herzogtum Vendôme fiel 1712 an die Krone zurück, war dann von 1772 bis 1789 erneut Paragium, nun für den Grafen von Provence, den späteren König Ludwig XVIII.
Seit dem Sieg König Philipps II. über die Plantagenets wurde die königliche Autorität in Vendôme durch einen Bailli vertreten; diesem wurde im 15. Jahrhundert in Mondoubleau und Saint-Calais je ein untergeordneter Bailli (Bailli secondaire) zur Seite gestellt. Ab dem Jahr 1558 waren diese Bailliages dem Gouvernement (Généralité) von Orléans unterstellt. Auf den Generalständen von 1789 war Vendôme mit vier Abgeordneten vertreten. Nach dem Ausbruch der Französischen Revolution wurde die Region in das Département Loir-et-Cher eingegliedert.

## Grafen und Herzöge von Vendôme

### Burchardinger
- um 930–956/967: Burchard Ratepilate
- 956/967–1005: Burchard I. der Ehrwürdige (le Vénérable), Graf von Vendôme; ernannt durch Hugo Capet Graf von Paris; durch Heirat Graf von Corbeil und Kastellan von Melun; Vogt der Abtei Saint-Maur, ⚭ Elisabeth von Melun, Witwe von Haimon von Corbeil
- 1005–1017: Renaud, Kanzler (988), Bischof von Paris (991) († um 1017), Sohn Burchards I.

### Haus Monceaux
- 1017–1023: Bodo, Graf von Vendôme († 1023), ⚭ Adele von Vendôme-Anjou, Tochter von Fulko III. der Schwarze (Nerra), Graf von Anjou und Elisabeth von Vendôme (Tochter von Burchard I. und Elisabeth von Melun).
- 1023–1028: Burchard II. der Kahle (le Chauve), Graf von Vendôme († 1028), Sohn Bodos.
  - 1023–1027: unter Vormundschaft seines Großvaters Fulko III. von Anjou
- 1028–1032: Fulko das Gänschen (l’Oison) († 1066), Bruder Burchards II., unter Vormundschaft seiner Mutter Adele von Vendôme-Anjou

### Erstes Haus Anjou
- 1032–1056: Gottfried I. Martel, Graf von Anjou und Vendôme

### Haus Monceaux
- 1056–1066: Fulko das Gänschen (l’Oison) († 1066), zweites Mal
- 1066–1085: Burchard III. der Junge (le Jeune), Graf von Vendôme, Sohn Fulkos
  - 1066–1075: unter Vormundschaft seines Vetters Guido von Nevers, Herr von Nouâtre

### Haus Preuilly
- 1085–1102: Gottfried II. Jordan (Jourdain) († um 1102), Herr von Preuilly, durch Heirat Graf von Vendôme (1086–1101), ⚭ Euphrosine von Vendôme, Tochter Fulkos
- 1102–1137: Gottfried III. Grisegonnelle, Graf von Vendôme († 1137), Sohn Gottfrieds II.
  - 1102–1105: unter Vormundschaft seiner Mutter Euphrosine von Vendôme
- 1137–1180: Johann I., Graf von Vendôme (* 1110 † 1180), Sohn Gottfrieds III.
- 1180–1202: Burchard IV., Graf von Vendôme (* 1139 † 1202), Sohn Johanns I.
- 1202–1211: Johann II., Graf von Vendôme († 1211), Enkel Burchards IV.
  - 1202–1211: unter Vormundschaft seines Großonkels Gottfried von Vendôme, einem Sohn Johanns I.
- 1211–1217: Johann III. l’Eclésiastique, Graf von Vendôme († 1217), Sohn Burchards IV.

### Haus Montoire
- 1217–1230: Jean IV. de Vendôme, Herr von Montoire, Graf von Vendôme, durch seine Mutter Enkel Bouchards IV.
- 1230–1249: Pierre de Vendôme, Graf von Vendôme, (* 1200 † 1249), Sohn Jeans IV.
- 1249–1270: Bouchard V. de Vendôme, Graf von Vendôme, († 1271), Sohn Pierres
- 1271–1315: Jean V. de Vendôme, Graf von Vendôme, († 1315), Sohn Bouchards V.
- 1315–1354: Bouchard VI. de Vendôme, Graf von Vendôme, († 1354), Sohn Jeans V.
- 1354–1364: Jean VI. de Vendôme, Graf von Vendôme, († 1364), Sohn Bouchards VI.
- 1364–1371: Bouchard VII. de Vendôme, Graf von Vendôme, († 1371), Sohn Jeans VI.
- 1371–1372: Jeanne de Vendôme, Gräfin von Vendôme († 1372), Tochter Bouchards VII.
  - 1371–1372: unter Vormundschaft ihrer Großmutter Jeanne de Ponthieu, der Witwe Jeans VI.
- 1372–1403: Catherine de Vendôme, Gräfin von Vendôme († 1411), Tochter Jeans VI., ⚭ Jean I. de Bourbon, comte de La Marche

### Bourbonen
- 1372–1393: Jean I. de Bourbon, comte de La Marche, Graf von Vendôme († 1393) und seine Ehefrau Katharina von Vendôme
- 1403–1446: Louis I. de Bourbon, comte de Vendôme (* 1376; † 1446), Sohn Jeans VI. und Katharinas
  - 1424–1430: Robert de Willughby, durch John of Lancaster, 1. Herzog von Bedford, eingesetzt
- 1446–1478: Jean VIII. de Bourbon, comte de Vendôme († 1478), Sohn Louis’ I.
- 1478–1495: François de Bourbon, comte de Vendôme (* 1470; † 1495), Sohn Jeans VIII.
  - 1477–1484: unter Vormundschaft seines Schwagers Louis de Joyeuse, Ehemann der Jeanne de Vendôme.
- 1495–1537: Charles IV. de Bourbon, duc de Vendôme (* 1489; † 1537), Sohn François’, 1514 wird die Grafschaft zum Herzogtum und Pairie erhoben, 1527 erbt Charles das Herzogtum Bourbon.
  - 1495–1546: die Verwaltung wird durch Marie de Luxembourg († 1546) sichergestellt, die Witwe François’ und Nutznießerin seiner Güter.
- 1537–1562: Antoine de Bourbon, duc de Vendôme (1518; † 1562), König von Navarra durch seine Ehefrau Jeanne d’Albret
- 1562–1589:Heinrich IV. (* 1553; † 1610), König von Frankreich (1589–1610)
  - 1589 wird Vendôme mit der Krone vereinigt, dann aber als Apanage weitergegeben.

### Haus Vendôme
- 1598–1665: César de Bourbon (* 1594; † 1665), legitimierter Sohn Heinrichs IV. und Gabrielle d’Estrées’
- 1665–1669: Louis I. de Bourbon, duc de Vendôme (* 1612; † 1669), Vizekönig von Katalonien, Sohns Césars, ⚭ Laura Mancini
- 1669–1712: Louis II. Joseph de Bourbon, duc de Vendôme (* 1654; † 1712), Feldherr im Spanischen Erbfolgekrieg, Sohn Louis’ I.
- 1712–1727: Philippe de Bourbon, duc de Vendôme (* 1655; † 1727), Bruder Louis II. Josephs
  - 1712 annektierte König Ludwig XIV. Vendôme unter dem Vorwand, dass Philipp von Vendôme als General und Großprior des Malteserordens keine Besitztümer haben dürfe.
- 1771–1789: Teil der Apanage des Grafen von Provence, des späteren Ludwig XVIII.

### Titel der orleanistischen Prätendenten
- Philippe Emmanuel Maximilien Marie Eudes d’Orléans, duc de Vendôme (1872–1931)
- Jean d’Orléans (* 1965)